# Jota Gonçalves
Jota Paulo Marques Gonçalves, noto semplicemente come Jota Gonçalves (Espinho, 17 giugno 2000), è un calciatore portoghese, difensore del Vizela.

## Caratteristiche tecniche
È un difensore centrale.

## Carriera
Nel corso delle giovanili milita principalmente nella squadra della sua città oltre a Feirense ed Académica. Nel 2018 passa al Tondela con cui debutta fra i professionisti in occasione dell'incontro di Primeira Liga perso 3-2 contro il Gil Vicente.

## Statistiche
Statistiche aggiornate al 3 gennaio 2021.

### Presenze e reti nei club
| Stagione        | Squadra         | Campionato      | Campionato | Campionato | Coppe nazionali | Coppe nazionali | Coppe nazionali | Coppe continentali | Coppe continentali | Coppe continentali | Altre coppe | Altre coppe | Altre coppe | Totale | Totale | Totale |
| Stagione        | Squadra         | Comp            | Pres       | Reti       | Comp            | Pres            | Reti            | Comp               | Pres               | Reti               | Comp        | Pres        | Reti        | Pres   | Reti   |        |
| --------------- | --------------- | --------------- | ---------- | ---------- | --------------- | --------------- | --------------- | ------------------ | ------------------ | ------------------ | ----------- | ----------- | ----------- | ------ | ------ | ------ |
| 2019-2020       | Tondela         | PL              | 1          | 0          | CP+CdL          | 0               | 0               |                    | -                  | -                  |             | -           | -           | 1      | 0      |        |
| 2020-2021       | Tondela         | PL              | 4          | 0          | CP              | 1               | 0               |                    | -                  | -                  |             | -           | -           | 5      | 0      |        |
| Totale carriera | Totale carriera | Totale carriera | 5          | 0          |                 | 1               | 0               |                    | -                  | -                  |             | -           | -           | 6      | 0      |        |